# Ignacio Coronel Villarreal
Ignacio Coronel Villarreal (Canelas, 1º febbraio 1954 – Zapopan, 29 luglio 2010) è stato un criminale e signore della droga messicano, considerato uno dei fondatori del Cartello di Sinaloa e principalmente noto per la sua collaborazione con Joaquín "El Chapo" Guzmán..

## Biografia
Negli anni '80, Coronel intraprese la sua carriera criminale come leader del cartello di Juarez (Juarez Cartel) nello Stato di Zacatecas lavorando a quel tempo sotto il potere di Amado Carrillo Fuentes “the Lord of The Skies” ed Eduardo González Quitarte “El Flaco”. Dopo la morte di Carrillo Fuentes, Coronel, Juan Jose Esparragoza Moreno “El Azul” e Ismael “El Mayo” Zambada si separarono dal cartello di Juarez e fondarono quello di Sinaloa (che riottenne il suo status di cartello più forte del Messico nel 2001 dopo l'evasione di Guzman dalla prigione in Puente Grande, Jalisco). A quel tempo Coronel era socio con i fratelli Beltran Leyva ma qualche anno dopo, quando i fratelli Beltran Leyva litigarono con Guzman, Coronel rimase fermamente con il cartello di Sinaloa. Coronel fu responsabile del trasporto di molte tonnellate di cocaina via pescherecci dalla Colombia al Mexico e negli stati americani del Texas e dell'Arizona durante gli anni 80. La sua influenza e le sue operazioni penetravano negli Stati Uniti, nel Messico e in molti altri paesi: infatti in Messico, era conosciuto come il "Re del Cristallo" per il suo dominio nella produzione e nel traffico di metanfetamina.